# Isabella Lovestory
Isabella Rodriguez (n. 30 noiembrie 1993, Tegucigalpa, Honduras), cunoscută profesional ca Isabella Lovestory, este o cântăreață pop și reggaeton din Honduras cu sediul în Montreal, Canada. Muzica ei a fost descrisă drept perreo-pop. Ea a colaborat cu producătorul Mura Masa la dezvoltarea Amor Hardcore, primul ei album de studio de lungă durată lansat în 2022.

## Viața și educația timpurie
Lovestory s-a născut ca Isabella Rodriguez în Tegucigalpa, Honduras. Tatăl ei era DJ de radio. Ea s-a mutat în statul Virginia al Statelor Unite cu familia la vârsta de 13 ani, pe care l-a descris drept un șoc cultural, înainte de a se muta la Montreal câțiva ani mai târziu. S-a înscris la școala de artă, dar a găsit regulile și structurile acesteia nemulțumitoare. Ea a început inițial să înregistreze muzică pentru pisica ei, prima înregistrare în 2018.

## Cariera
Ea și-a lansat single-ul de debut în 2019 și albumul de debut Amor Hardcore în 2022, cu producție de la principalul ei colaborator Chicken. Albumul a fost recunoscut în diverse publicații de muzică și cultură.
Muzica Lovestory reflectă teme de auto-exprimare și emanciparea femeilor. Ea a comentat că Lovestory este o persona artistică și îi place să-și exagereze personalitatea și să se distreze prin personaj. Personajul lui Lovestory își îmbrățișează propria obiectivare sexuală și a comentat: „A face mișto de bărbați este distractiv. A batjocori ceea ce societatea consideră degradant pentru femei este distractiv, pentru că nimeni nu poate decide care sunt adevăratele dorințe ale unei femei”.
La sfârșitul anului 2022, ea a cântat la festivalul Pop Montreal și și-a lansat albumul de lungă durată Amor Hardcore, care a fost listat pe lista lungă pentru Polaris Music Prize 2023. De asemenea, a fost clasat pe locul 21 în „50 de cele mai bune albume în limba spaniolă din 2022” de Rolling Stone.
În iulie 2023, a cântat la Festival d'été de Québec, unde a deschis pentru Pitbull.
Ea a lansat „ Fuetazo ” cu Villano Antillano în decembrie 2023.  Cântecul a fost inclus în lista de redare săptămânală a publicației Pitchfork.

## Discografie
| Titlu         | Detalii |
| ------------- | --- |
| Amor Hardcore | - Lansare: 5 octombrie 2022 - Casă de discuri: niciuna ( independent ) - Formate: LP, descărcare digitală, streaming |

| Titlu    | Detalii |
| -------- | --- |
| Humo     | - Lansare: 14 februarie 2019 - Casă de discuri: TWIN Records - Formate: descărcare digitală, streaming            |
| Mariposa | - Lansare: 16 octombrie 2020 - Casă de discuri: niciuna ( independent ) - Formate: descărcare digitală, streaming |

### Single-uri

#### Ca artist principal
| Titlu                                       | An                                         | Album         |
| ------------------------------------------- | ------------------------------------------ | ------------- |
| "Humo"                                      | 2019                                       | Humo          |
| "1 Time Thing"                              | 2019                                       | Humo          |
| "JETAIME"                                   | 2020\| Format:Non-album single             |               |
| "Golosa"                                    | 2020\| Format:Non-album single             | Mariposa      |
| "Kitten Heel"                               | 2020\| Format:Non-album single             | Mariposa      |
| "Mariposa"                                  | 2020\| Format:Non-album single             | Mariposa      |
| "Aló"                                       | 2021\| rowspan="4" Format:Non-album single |               |
| "Vuelta"                                    | 2021\| rowspan="4" Format:Non-album single |               |
| "Tranki"                                    | 2021\| rowspan="4" Format:Non-album single |               |
| "Fuego" (featuring MC Baby Perigosa)        | 2022                                       |               |
| "Cherry Bomb"                               | 2022                                       | Amor Hardcore |
| "Fashion Freak"                             | 2022                                       | Amor Hardcore |
| „Sexo Amor Dinero”                          | 2022                                       | Amor Hardcore |
| "Latina"                                    | 2023\| rowspan="2" Format:Non-album single |               |
| " Fuetazo " (featuring Villano Antillano⁠(d) | 2023\| rowspan="2" Format:Non-album single |               |

#### Colaborări
| Titlu                                                                           | An                      | Album                    |
| ------------------------------------------------------------------------------- | ----------------------- | ------------------------ |
| „Sunnyside” (Coco & Clair Clair⁠(d) featuring Isabella Lovestory & Paul Maxwell) | Format:Non-album single |                          |
| "Castasrofe" (Florentino featuring Isabella Lovestory)                          | 2019                    | Ilimitado                |
| "Entra In Me" (CECILIA featuring Isabella Lovestory)                            | 2021                    | Summer In Sexilla        |
| „O Sea, Si Te Quiero” (Nicola Cruz featuring Isabella Lovestory)                | 2021                    | Sentimientos Encontrados |
| „Bad Vibes” (Palmistry, Bladee⁠(d), Isabella Lovestory)                          | 2022                    | PALMISTRY                |
| Tonto (Mura Masa⁠(d) featuring Isabella Lovestory)                               | 2022                    | demon time⁠(d)            |

#### Single-uri promoționale
| Titlu          | An   | Album                                                                                    |
| -------------- | ---- | ---------------------------------------------------------------------------------------- |
| "Sunflower⁠(d)" | 2023 | The Sunflower Covers (Din și inspirat de filmul „ Spider-Man: Across the Spider-Verse ”) |

### Clipuri muzicale
| Titlu                                     | An   | Director(i)                                            |
| ----------------------------------------- | ---- | ------------------------------------------------------ |
| "Humo"                                    | 2019 | Pepi Ginsberg                                          |
| "1 Time Thing"                            | 2019 | Pui                                                    |
| "JETAIME"                                 | 2020 | Pui                                                    |
| "Golosa"                                  | 2020 | Tyler Cunningham                                       |
| "Kitten Heel"                             | 2020 | Isabella Lovestory și Shahan Assadourian               |
| "Mariposa"                                | 2020 | Pui, Finnbar Porteous, Heji Shin și Isabella Lovestory |
| "Whiskey & Coca Cola"                     | 2020 | Isabella Lovestory & Chicken                           |
| "Aló"                                     | 2021 | Isabella Lovestory                                     |
| "Vuelta"                                  | 2021 | Isabella Lovestory                                     |
| "Tranki"                                  | 2021 | Isabella Lovestory                                     |
| "Cherry Bomb"                             | 2022 | Isabella Lovestory                                     |
| "Fashion Freak"                           | 2022 | Isabella Lovestory                                     |
| „Sexo Amor Dinero”                        | 2022 | MOSHPXT                                                |
| "Exibisionista"                           | 2022 | Samuel Ibram                                           |
| "Keratina"                                | 2022 | Isabella Lovestory                                     |
| "Gateo" (featuring es)                    | 2022 | MOSHPXT                                                |
| "Latina"                                  | 2023 | Hugo Matula și Isabella Lovestory                      |
| "Fuetazo" (featuring Villano Antillano⁠(d) | 2023 | JMP și Isabella Lovestory                              |